# Santuario di Santa Maria a Mare
(Armando Maria Di Chiara)
Il santuario di Santa Maria a Mare è una chiesa cattolica, nel corso dei secoli anche monastero e abbazia, situata sull'isola di San Nicola nell'arcipelago delle isole Tremiti, al largo della costa garganica, nel mare Adriatico.
La chiesa ricade sotto la giurisdizione dell'arcidiocesi di Manfredonia-Vieste-San Giovanni Rotondo.
L'abbazia è un monumento del protoromanico adriatico, che integra tratti della tradizione dell'Europa nordoccidentale con quella della cultura bizantina e mediterranea.

## Storia

### Le origini leggendarie

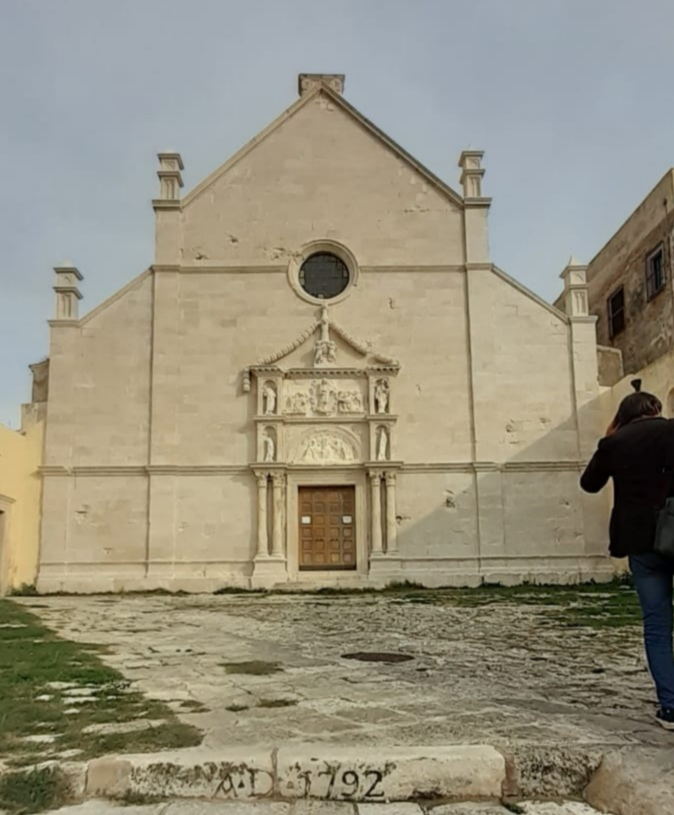
Facciata della chiesa

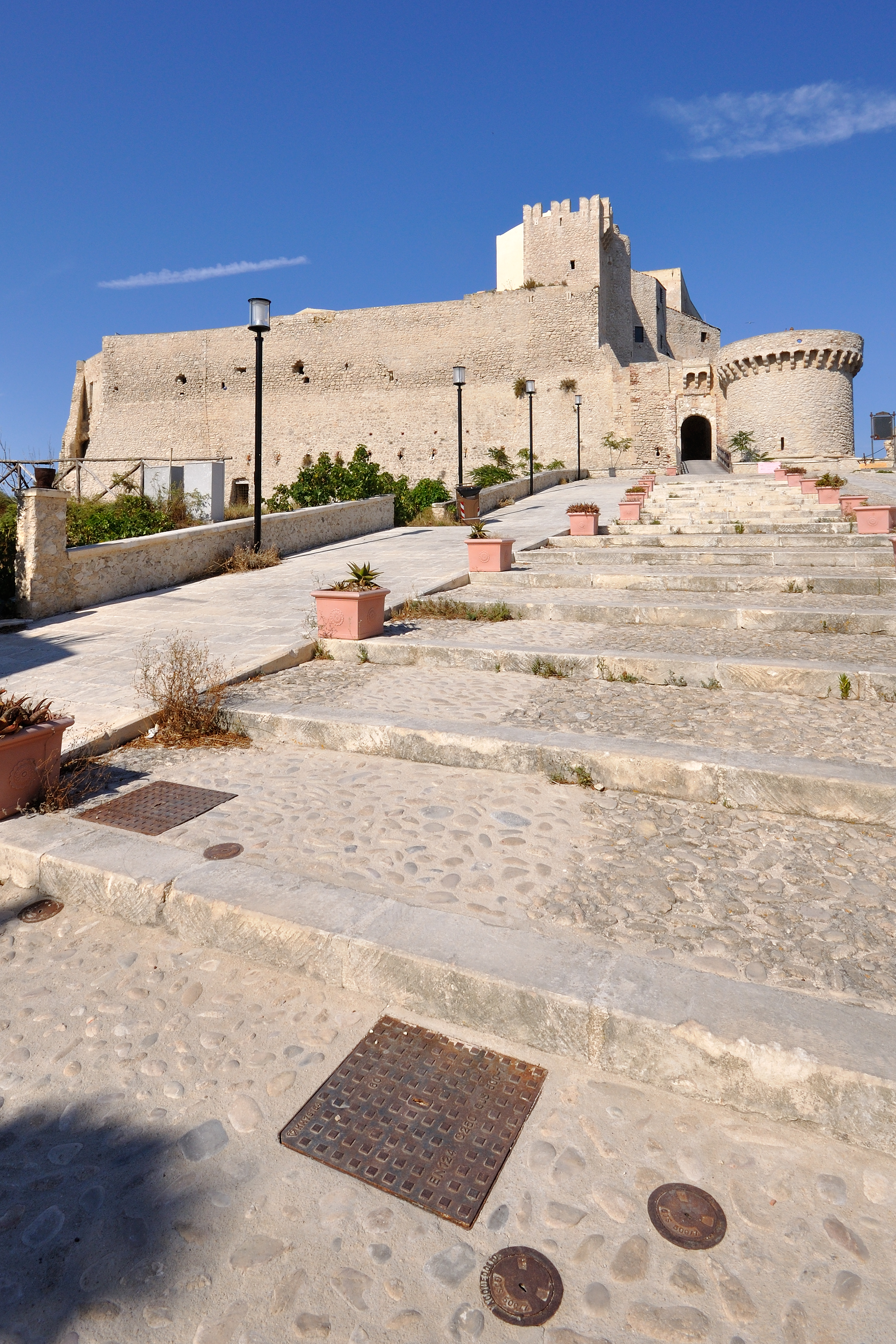
Santuario di Santa Maria a Mare

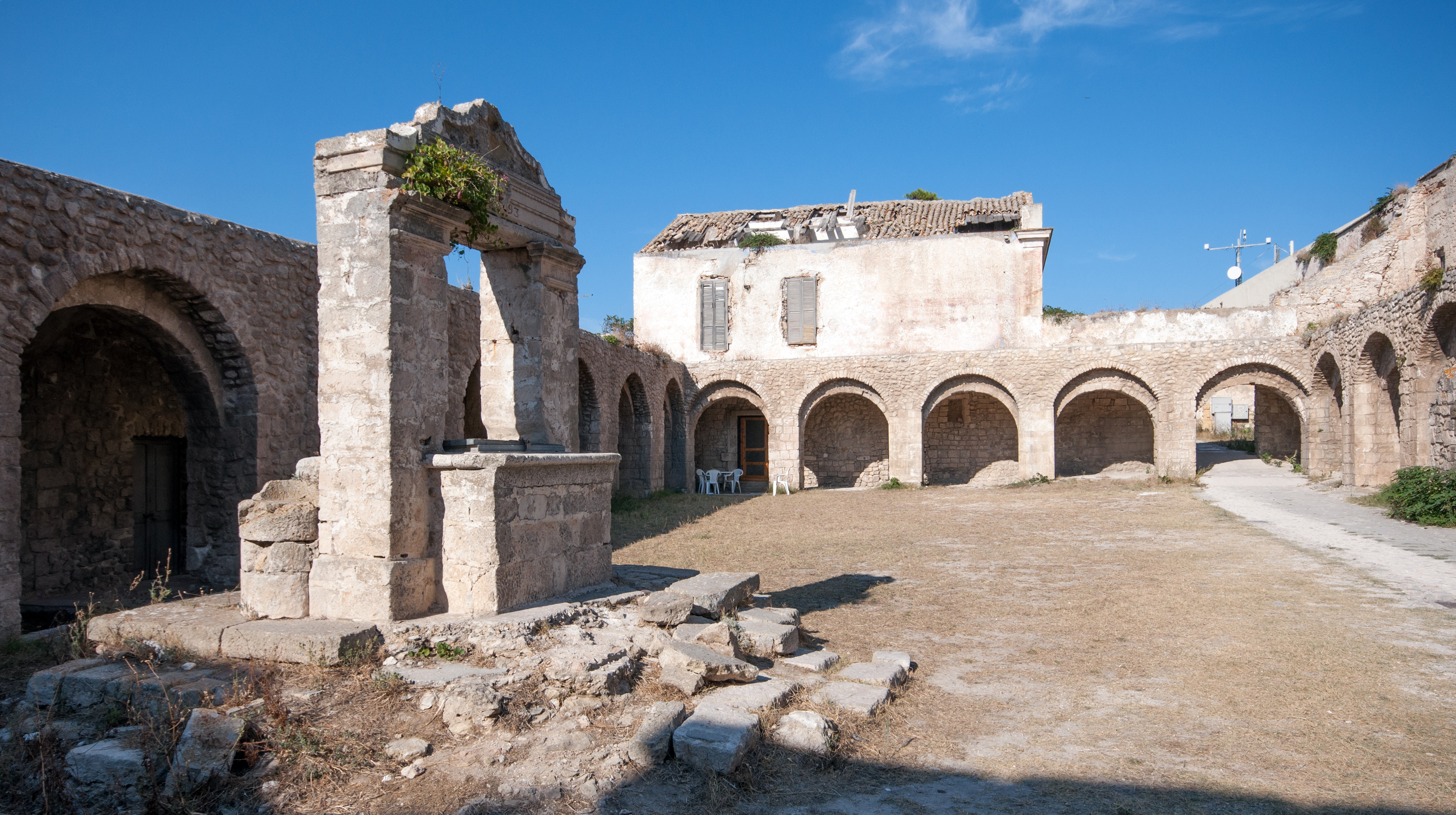
Il pozzo

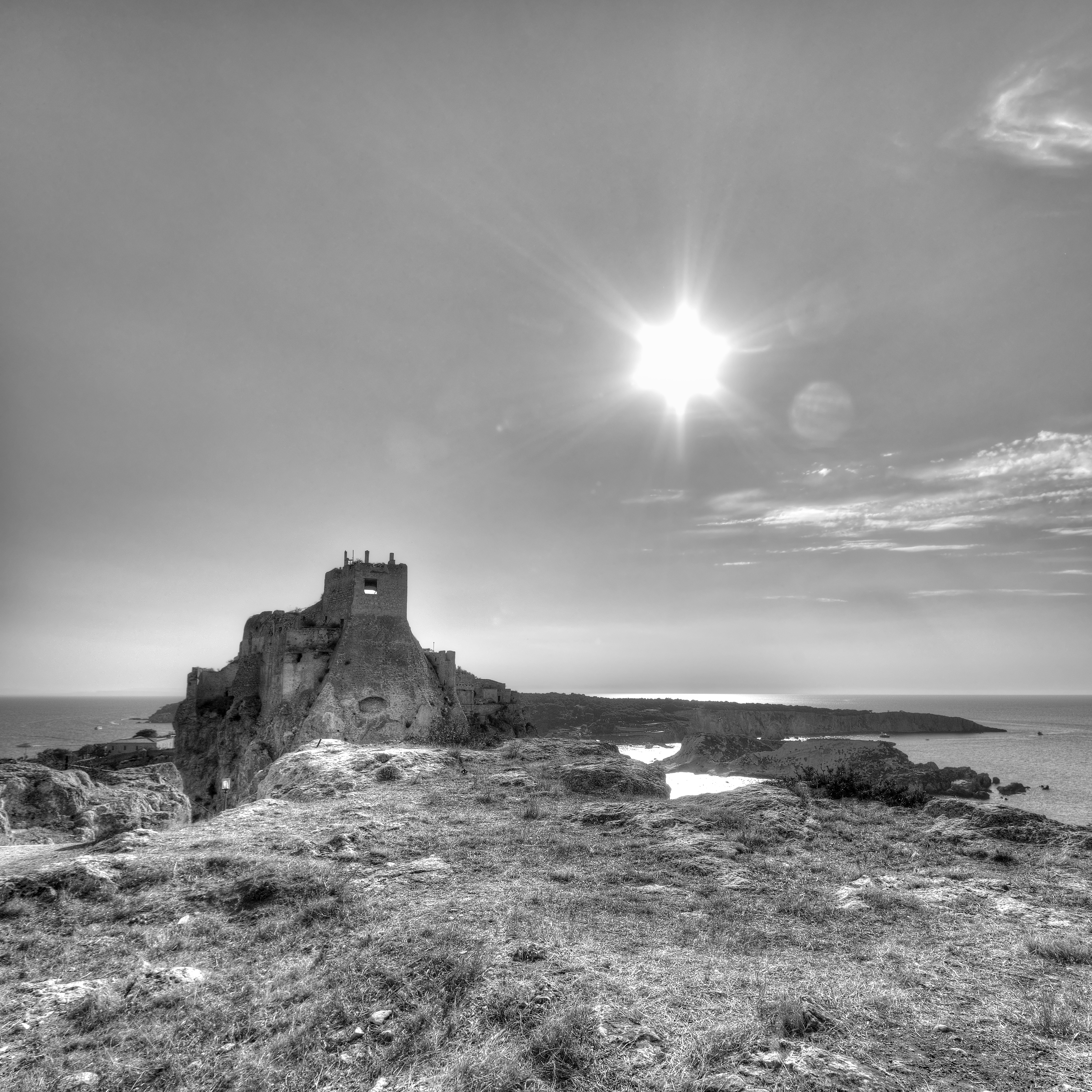
Retro del santuario

Le origini della chiesa vertono su una leggenda, della quale esistono diverse versioni, che hanno tutte, però, come protagonista un eremita approdato sull'isola di San Nicola nel III secolo d.C..
Il gesuita padre Wilhelm Gumppenberg riporta che l'eremita, provenuto da un luogo ignoto, elesse l'isola di San Nicola come luogo di romitaggio durante i primi secoli del cristianesimo. La santità dell'uomo fu premiata con una visione della Vergine Maria, che, dopo aver rasserenato l'uomo atterrito dall'evento, gli ordina di costruire un maestoso tempio in suo onore. L'eremita, dedito più alla contemplazione che all'operare, rimase titubante davanti all'incarico di assumere il peso di tanto lavoro, pensando anche alla sua povertà e a quelle delle isole che lo ospitavano.
Allora la Madonna gli indicò un luogo dove scavare per procurarsi i tesori necessari al compimento dell'opera affidata al sant'uomo. L'uomo non scavò per troppo tempo che ritrovò un'iscrizione sepolcrale, dietro la quale si celavano incredibili ricchezze, degne di un re. La leggenda vuole che questo sepolcro altro non fosse che la mitica sepoltura dell'eroe omerico Diomede. L'eremita prelevò dal tesoro il necessario alla costruzione di un sontuoso e magnifico edificio, obbedendo così alla volontà mariana.
La leggenda viene riportata con maggiori particolari dalla Cronica Istoriale di Tremiti, scritta da don Benedetto Cocorella alla fine del XVI secolo, ad iniziare dalla data di approdo dell'eremita sull'isola di San Nicola, che viene indicata intorno al 312 d.C.
In questo caso l'apparizione mariana al sant'uomo, molto devoto alla Madonna, avvenne una notte mentre l'eremita era assorto in preghiera. La Vergine richiese all'uomo di edificare in quella terra rocciosa circondata dal mare che aveva scelto come dimora un magnifico tempio in suo onore per poter concedere grazie a chi si sarebbe recato per pregare e richiedere la sua protezione.
L'uomo, invaso di immensa gioia per il santo privilegio, restò comunque perplesso e meditabondo, tanto da portare la Vergine a domandargli il motivo di questo stato. La risposta fu che lui viveva nella completa povertà e per edificare un santuario occorrevano invece ingenti ricchezze. La Madonna invitò l'uomo a scavare nei paraggi del luogo dell'apparizione. L'eremita obbedì all'invito appena fatto giorni, e dopo giorni di dura fatica rinvenne in una spelonca molti oggetti preziosi. Ringraziata la Madonna, l'uomo si imbarcò sulla sua barchetta, confidando nel mare calmo, nella giornata di sole e nella Divina Provvidenza.
Il sant'uomo, secondo la cronaca, fu rapito da un sogno dolce e ristoratore e uno zefiro soave lo sospinse fino alla lontana Costantinopoli, dove sbarcò il giorno seguente. Qui trovò, pronta agli ormeggi, una nave carica di tutto il materiale necessario alla costruzione. La nave imbarcava anche operai edili, con i quali l'eremita riuscì a costruire la cappella dedicata alla Madonna.
L'uomo una volta terminata la costruzione del tempio non ritenne il suo compito concluso e si impegnò a diffondere la devozione mariana tra i pescatori, mercanti e tutti gli altri che approdavano nella rada dell'arcipelago durante il cattivo tempo. Questi, nel ritornare a casa parlavano delle meraviglie viste ed udite, tanto che in breve tempo si sparse la fama dell'eremita e della chiesa da lui edificata ed altri eremiti raggiunsero l'isola.
La Cronica continua dicendo che dopo circa sei secoli i pochi eremiti rimasti sull'isola erano tutti ormai molto vecchi, e i monaci dell'Ordine di san Benedetto venuti a conoscenza delle meraviglie del luogo e desiderosi di aprire un loro cenobio in un luogo tanto solitario e propizio alla vita ascetica sostituirono i pochi eremiti rimasti con l'approvazione papale.

### I benedettini
Secondo il Chartularium Tremitense il primo centro religioso fu edificato nel territorio delle isole adriatiche nel IX secolo ad opera dei benedettini come dipendenza diretta dell'abbazia di Montecassino. Si presuppone che nei primi tempi i monaci cassinesi vivessero in povertà.
Certo è che nell'XI secolo il complesso abbaziale raggiunse il periodo di massimo splendore, grazie a sant'Adamo abate il quale si recò personalmente al concilio di Melfi per ottenere il riconoscimento papale della indipendenza temitense da Montecassino, oltre ad aumentare a dismisura possedimenti e ricchezze, cosa che portò alla riedificazione da parte dell'abate stesso della chiesa con consacrazione nel 1045 effettuata dal vescovo di Dragonara.
La magnificenza di questo periodo è testimoniata dalla presenza tra le mura del monastero di ospiti illustri, tra i quali Federico di Lorena (futuro papa Stefano IX) e di Dauferio Epifani (detto anche Desiderio di Montecassino, futuro papa Vittore III), che nel 1070 vi si recò per deporne l'abate Adamo a favore di Trasmondo Berardi, figlio del conte dei Marsi Oderisio, storico alleato dell'abbazia cassinense; tra i notabili che lo accompagnarono in questo viaggio c'era anche il Normanno Roberto di Loritello.
L'intero complesso rimase un possedimento dell'abbazia di Montecassino per circa un secolo, nonostante le pressanti richieste di autonomia e le proteste dei religiosi tremitesi.
Nel XIII secolo, oramai svincolata da secoli dal monastero cassinese, aveva possedimenti in terraferma dal Biferno fino alla cittadina di Trani. Secondo le cronache dell'epoca le tensioni mai assopite con il monastero laziale e i frequenti contatti con i dalmati, invisi alla Santa Sede, portarono i monaci del complesso a una decadenza morale che spinse nel 1237 il cardinale Raniero da Viterbo ad incaricare l'allora vescovo di Termoli a sostituire l'ordine di San Benedetto con i Cistercensi alla guida dell'abbazia. Una bolla di Alessandro IV del 22 aprile 1256 ne confermava comunque la consistenza dei beni posseduti.

### I cistercensi
In seguito Carlo I d'Angiò munisce il complesso abbaziale di opere di fortificazione. Nel 1334 l'abbazia fu depredata dal corsaro dalmata Almogavaro e dalla sua flotta, i quali trucidarono i monaci mettendo fine alla presenza cistercense nell'arcipelago. I cistercensi tra il 1334 ed 1343 si trasferiscono nell'abbazia di Sant'Agata Martire.
Nel 1412, in seguito a pressioni e lettere apostoliche, e su diretto ordine di Gregorio XII, dopo il rifiuto di diversi ordini religiosi, una piccola comunità di Canonici regolari di Santa Maria di Frigionaia in Lucca guidata da Leone da Carrara si trasferì sull'isola per ripopolare l'antico centro religioso.
I canonici regolari (dal 1445 lateranensi) restaurarono il complesso abbaziale, ampliandone inoltre le costruzioni, soprattutto con la realizzazione di numerose cisterne funzionanti ed estesero i possedimenti dell'abbazia sul Gargano, in Terra di Bari, Capitanata, Molise e Abruzzo.
Nel 1566 l'abbazia-fortezza di San Nicola riuscì a resistere agli attacchi della flotta ottomana comandata da Piyale Paşa.
L'abbazia fu soppressa nel 1783 da re Ferdinando IV di Napoli che nello stesso anno istituì sull'arcipelago una colonia penale. Nel periodo napoleonico l'arcipelago fu occupato dai murattiani che si trincerarono all'interno della fortezza di San Nicola resistendo validamente agli assalti di una flotta inglese. Di questi attacchi sono visibili ancora oggi i buchi delle palle di cannone inglesi sulla facciata dell'abbazia.